# Ouk (lettre cyrillique)
Ne doit pas être confondu avec la lettre latine Ȣ ou le digramme grec Ου.
La lettre ouk est une lettre archaïque de l’alphabet cyrillique, retrouvée sous forme de digramme ‹ ОУ, Оу, оу › ou de monogramme (ligature) ‹ Ꙋ, ꙋ › (ou pour l’ouk minuscule non fusionné ‹ ᲈ ›).

## Utilisation
Progressivement, du XIe au XVe siècle, elle est remplacée en vieux russe par la lettre у.
En roumain, la lettre ouk ‹ ꙋ › a été utilisée dans l’alphabet roumain cyrillique et dans l’alphabet roumain de transition, remplacée par la lettre u de l’alphabet roumain latin. Elle est aussi utilisée au XIXe siècle dans la ligature ouk yodisée, ou sa forme ouk yodisée brève.

## Représentations informatiques
La lettre ouk était représentée par les caractères Ѹ U+0478 et ѹ U+0479 dans Unicode avant sa version 5.1, cependant ceux-ci étaient représentés de manière ambigüe par un monogramme dans certaines polices de caractères et par un digramme dans d’autres polices de caractères.
Aujourd’hui la lettre ouk peut être représentée avec les caractères Unicode suivant :
- Digramme

| formes    | représentations | chaînes de caractères | points de code | descriptions                                                 |
| --------- | --------------- | --------------------- | -------------- | ------------------------------------------------------------ |
| capitale  | ОУ              | ОУ                    | U+041E U+0423  | lettre majuscule cyrillique o lettre majuscule cyrillique ou |
| minuscule | оу              | оу                    | U+043E U+0443  | lettre minuscule cyrillique o lettre minuscule cyrillique ou |

- Monogramme

| formes    | représentations | chaînes de caractères | points de code | descriptions                                            |
| --------- | --------------- | --------------------- | -------------- | ------------------------------------------------------- |
| capitale  | Ꙋ               | Ꙋ                     | U+A64A         | lettre majuscule cyrillique monogramme ouk              |
| minuscule | ꙋ               | ꙋ                     | U+A64B         | lettre minuscule cyrillique monogramme ouk              |
| minuscule | ᲈ               | ᲈ                     | U+1C88         | lettre minuscule cyrillique monogramme ouk non fusionné |